# Sjömåla
Sjömåla är en by i Bäckebo socken i Nybro kommun. Byn omnämns första gången i dokument från 1500-talet, då med namnet Siögharmåla.
I grannbyn Gräsdal landade Bäckebobomben 1944.